# Арден, Дженн
Дженн Арден Энн Ричардс (англ. Jann Arden Anne Richards, более известна под сценическим именем Дженн Арден) — современная канадская поп-певица и автор песен, писательница, актриса и радиоведущая. Одна из наиболее известных канадских эстрадных исполнительниц, автор платиновых и золотых дисков, лауреат многочисленных премий «Джуно» (в том числе за сингл года в 1995 и как лучшая исполнительница года в 2001 году) и премий SOCAN, обладательница звезды на Аллее славы Канады с 2006 года, член Зала славы канадской музыки с 2021 года, член ордена Канады (2017).

## Музыкальная карьера
Выросла в сельской общине Спрингбрук близ Калгари, с детства увлекалась хоккеем и музыкой, играла на гитаре и трубе. Была поклонницей творчества дуэта Карпентеров, Джона Денвера и группы ABBA. В 17 лет записала (как Дженн Ричардс) свой первый сингл «Never Love a Sailor». Следующие 20 лет провела как солистка и фронтмен различных групп в барах и на уличных концертах, в том числе в составе Larry Michaels Country Show Band — на Калгарийском Стампиде. В это время исполнительница страдала от алкоголизма, но бросила пить 20 января 1989 года.
В 1987 году подписала контракт с менеджером Нилом Макгонигиллом, благодаря которому стала появляться на фестивалях фолк-музыки, а затем выступила с Эдмонтонским симфоническим оркестром. В 1991 году заключила контракт со звукозаписывающим лейблом A&M/Island/Motown Records of Canada и в 1993 году выпустила дебютный альбом Time for Mercy. Этот диск, большинство песен которого касались темы личных отношений, разошёлся тиражом свыше 100 тысяч экземпляров (платиновый статус в Канаде) и принёс певице премию «Джуно» как лучшему новому солисту года. Два сингла из альбома, «I Would Die for You» и «Will You Remember Me», вошли в топ-20 канадского хит-парада.
Второй альбом Арден Living Under June вышел в 1994 году и закрепил за певицей статус национальной поп-звезды. Общий объём его продаж в Канаде превысил 500 тысяч, шесть синглов из него (в том числе дуэт «Unloved» с Джексоном Брауном) вошли в топ-10 канадского хит-парада. Сингл «Insensitive» поднялся в канадском чарте до 1-й позиции, также попав в первую пятёрку в Австралии и добравшись до 12-го места в США, где оставался в первой сотне на протяжении 40 недель. Альбом в целом также получил хорошую прессу в США, где главный редактор журнала Billboard Тимоти Уайт опубликовал в редакторской колонке «Музыка для моих ушей» восторженный отзыв. Это позволило Арден заключить контракт на дистрибуцию альбома в США. В том же году она провела первый в карьере национальный концертный тур и на очередной церемонии «Джуно» завоевала сразу три премии, в том числе за сингл года, как автор-песенник года и как деятель индустрии развлечений года.
Третий альбом Арден, Happy?, вышел в 1997 году и разошёлся в Канаде тиражом более чем в 300 тысяч экземпляров. Сингл «The Sound Of» из этого альбома попал в число лидеров национального чарта, но на международном уровне успеха, сопоставимого с предыдущим диском, не последовало. С другой стороны, в том же году в фильм «Свадьба лучшего друга» попал стандарт «You Don’t Know Me» в исполнении Арден, что способствовало её международной популярности. Позже главной темой пилотного эпизода сериала «Бухта Доусона» стала песня «Run Like Mad», написанная Арден в сотрудничестве с Линдой Элдер и Робертом Фостером. В дальнейшем песни Арден неоднократно звучали в разных сезонах этого сериала.
После этого Арден основала собственный лейбл звукозаписи Big Hip Records, с которым выпустила в 2000 году альбом Blood Red Cherry. Диск разошёлся «золотым» тиражом свыше 50 тысяч экземпляров и принёс Арден в 2001 году «Джуно» лучшей исполнительнице года. Выпущенная в 2001 году антология Greatest Hurts: The Best of Jann Arden получила в Канаде платиновую сертификацию, а следующие два студийных альбома, Love Is the Only Soldier (2003) и Jann Arden (2005), стали золотыми. Альбом 2005 года дебютировал на 3-м месте в канадском чарте, а два сингла из него — «Where No One Knows Me» и «Willing to Fall Down» — вошли в первую десятку национального хит-парада.
Несмотря на развившиеся в этот период психологические проблемы (страх перед живыми выступлениями), Арден продолжала концертную деятельность. В 2006 году она удостоилась именной звезды на Аллее славы Канады и получила 6 премий SOCAN Classic за песни, прозвучавшие на радио более 100 тысяч раз каждая. В 2007 году певица выпустила диск каверов Uncover Me, включавший интерпретации песен Дасти Спрингфилд, Карли Саймон, Кэта Стивенса и группы The Mamas & the Papas. Этот альбом также поднялся в канадском чарте до 3-го места и разошёлся «платиновым» тиражом. Кавер «Son of a Preacher Man» с этого диска попал в канадский чарт синглов. Помимо этого, Арден приняла участие в записи альбома Энн Мюррей Duets: Friends and Legends. В том же году она участвовала в турне Майкла Бубле по США, Европе и Австралии как исполнительница на разогреве. Помимо Мюррей и Бубле, Арден также сотрудничала с Оливией Ньютон-Джон, записав с ней дуэт «Angel in the Wings». Песня стала хитом в Канаде и вошла в вышедший в 2008 году альбом Ньютон-Джон A Celebration in Song.
После начала сотрудничества с менеджером Брюсом Алленом выпустила в 2009 году альбом Free, сочетавший живую инструментальную музыку с электронной. В Канаде было продано 40 тысяч копий диска, получившего золотую сертификацию, а Арден была снова номинирована на «Джуно» исполнительнице года. Это была уже её 22-я номинация, но на этот раз премия ей не досталась. В 2010 году певица участвовала в эстафете олимпийского огня в Ванкувере. В этом году вышел концертный альбом Арден Spotlight, на следующий год — второй альбом каверов Uncover Me 2 (включавший в том числе переработки хитов Beach Boys, The Smiths и Пегги Ли), а в 2013 году лейбл Universal Music Canada выпустил новый диск-компиляцию песен Арден Icon. В 2012 году внимание публики привлекли обнажённые фотографии 50-летней Арден, которую Брайан Адамс снял для журнала Zoomer.
В 2014 году вышел десятый студийный альбом Арден Everything Almost, поднявшийся в канадском чарте до второго места — высшего для альбомов этой исполнительницы. На следующий год она выпустила диск рождественских песен A Jann Arden Christmas, вошедший в топ-5 рейтинга. Многие песни из её 12-го студийного альбома These Are the Days, вышедшего в 2018 году, написаны в сотрудничестве с Бобом Роком.

## Ведущая, актриса, литератор
Начиная с 1997 года, когда Арден было доверено проведение церемонии «Джуно», она одновременно с музыкальной карьерой выступала как ведущая живых шоу и передач радио и телевидения, а также как актриса. В последнем качестве канадская энциклопедия отмечает её участие в озвучивании персонажа анимационного сериала «Экособака Эдди» в 1998—2002 годах, роли в канадской постановке «Монологов вагины» в 2000 году и в игровом фильме 2001 года «Ложь во благо» (англ. White Lies). Снималась в ряде популярных канадских юмористических шоу и сериалов, входила в жюри национальных реалити-шоу. В 2003 году на телевидении появилось реалити-шоу «Дайнер Арден», действие которого проходило в принадлежавшем певице ресторане в Калгари. С 2019 года телекомпания CTV начала производство телесериала «Дженн», где художественную версию Дженн Арден исполняет она сама. На Радио CBC выходила авторская программа «Быть Дженн Арден» (англ. Being Jann Arden), певица также вела ряд других радиопередач. Арден была номинирована на канадскую телепремию «Джемини» за передачу «Истинный смысл специальных рождественских программ» (англ. The True Meaning of Christmas Specials). В 2007 году её имя было включено в списки Зала славы Ассоциации канадского телерадиовещания.
С 2002 года Арден печатается как автор. Дебютная книга, «если бы я знала, неужели вы думаете, что я бы не сказала вам?» (англ. if I knew, don't you think I'd tell you?), представляла собой сборник дневниковых записей, изначально размещённых исполнительницей на личном сайте. Ещё одна подборка из дневников вышла в 2004 году, в 2011 году были опубликованы мемуары «Падая назад» (англ. Falling Backwards), за которыми последовали ещё две автобиографических книги — «Если бы я знала тогда» (англ. If I Knew Then) и «Кормя мою мать» (англ. Feeding My Mother). В 2023 году свет увидел дебютный роман Арден «Битлморы» (англ. The Bittlemores), сюжет которого частично основан на фактах биографии самой писательницы.

## Дискография
Альбомы
- 1993 — Time for Mercy
- 1994 — Living Under June
- 1997 — Happy?
- 2000 — Blood Red Cherry
- 2001 — Greatest Hurts: The Best of Jann Arden
- 2002 — Jann Arden With The Vancouver Symphony Orchestra
- 2003 — Love Is the Only Soldier
- 2005 — Jann Arden
- 2007 — Uncover Me
- 2009 — Free
- 2010 — Spotlight
- 2011 — Uncover Me 2
- 2013 — Icon
- 2014 — Everything Almost
- 2015 — A Jann Arden Christmas
- 2018 — These Are The Days
- 2022 — Descendant

## Награды
«Джуно»
- 1994 — «Джуно» за лучшее музыкальное видео («I Would Die for You»)
- 1994 — «Джуно» лучшему новому солисту года
- 1995 — «Джуно» за сингл года («Could I Be Your Girl»)
- 1995 — «Джуно» автору-песеннику года
- 1995 — «Джуно» деятелю индустрии развлечений года
- 1996 — «Джуно» за лучшее музыкальное видео («Good Mother»)
- 2001 — «Джуно» лучшей исполнительнице года
- 2002 — «Джуно» автору-песеннику года («Never Mind», «Thing for You»)

Прочие
- 2006 — звезда на Аллее славы Канады
- 2007 — член Зала славы канадского телерадиовещания
- 2017 — орден Канады
- 2017 — член Зала славы канадской музыкальной индустрии
- 2021 — член Зала славы канадской музыки
- 2021 — Канадская экранная премия[англ.] лучшему ведущему ток-шоу или развлекательно-новостной программы (Jann Arden One Night Only)[6]
- 2021 — Канадская экранная премия лучшему ведущему живого развлекательного мероприятия (церемония вручения премии Гиллера 2019 года)[6]